# Ремінна Зінаїда Савеліївна
Зінаїда Савеліївна Ремінна (27 вересня 1905 , Харків, Харківська губернія, Російська імперія  — невідомо ) — українська радянська діячка, начальник цеху Харківської швейної фабрики імені Тинякова. Депутат Верховної Ради УРСР 1–3-го скликань. 

## Біографія
Народилася 27 вересня 1905 року в багатодітній робітничій родині слюсаря та прачки на окраїні Харкова. З 1917 року — учениця у шапковій майстерні, поденниця у швейних майстернях.
З 1922 року працювала робітницею на Харківській швейній фабриці імені Тинякова. У 1924 році закінчила фабрично-заводське училище при фабриці і почала працювати кравцем.
Працювала профоргом, а з 1936 року — інструктором та начальником агрегату дитячого пошиття цеху імені Крупської Харківської швейної фабрики імені Тинякова. Ударниця виробництва. У 1937 році вибиралася в Президію ЦК профспілки швейників СРСР. 
26 червня 1938 року обрана депутатом до Верховної Ради УРСР 1-го скликання по Ленінській виборчій окрузі № 248 міста Харкова.
Член ВКП(б) з 1939 року.
Під час німецько-радянської війни з 1941 року перебувала в евакуації, працювала начальником відділу кадрів Боровської контори відділу робітничого постачання Карагандинської залізниці Казахської РСР.
З 1943 року знову працювала на Харківській швейній фабриці імені Тинякова: начальником цеху, секретарем партійного бюро партійної організації швейної фабрики.

## Нагороди
- орден Леніна (20.07.1940)
- орден «Знак Пошани» (23.01.1948)
- медаль «За доблесну працю у Великій Вітчизняній війні 1941—1945 років»
- медалі